# Nogometni Klub Maribor
El Nogometni Klub Maribor és un club de futbol eslovè de la ciutat de Maribor.

## Història
El primer club fundat a la ciutat fou l'1. Slovenski športni klub Maribor (1. SSK Maribor), el 28 de juny de 1919 a una petita taverna anomenada Jadran a Partizanska cesta, Maribor. L'any 1920 adquirí els terrenys de Ljudski vrt, on actualment juga el NK.
Després de la II Guerra Mundial aparegué el FD Maribor (Fiskulturno društvo Maribor), successor del SSK. Aquest club començà a competir amb el nom de Branik el 1949, i tres anys més tard adquirí uns nous terrenys a Ljudski vrt. Va arribar a jugar a la segona divisió iugoslava però fou abolit el 1960 a causa d'un problema d'emmetzinament de menjar.
L'actual NK Maribor va ser fundat el 12 de desembre de 1960. Va jugar a la primera divisió iugoslava entre els anys 1967 i 1972. El 1988 el club s'uní al MŠD Branik i competí amb el nom de NK Maribor Branik entre el 1989 i el 1991.

## Futbolistes destacats
- Oto Blaznik
- Milan Arnejčič
- Tomislav Prosen
- Aleš Križan
- Mladen Kranjc
- Vojislav Simeunovič
- Herbert Vabič
- Bogdan Pirc
- Milan Žurman
- Vladimir Bolfek
- Zvonko Breber
- Branko Horjak
- Bojan Krempl
- Herbert Klančnik
- Igor Poznič
- Branko Šarenac
- Emil Šterbal
- Matjaž Kek
- Gregor Židan
- Dejan Djuranovič
- Nastja Čeh
- Kliton Bozgo
- Marinko Galič
- Ante Šimundža
- Marko Simeunovič
- Aleš Čeh
- Stipe Balajić
- Zajko Zeba

## Palmarès
- Lliga eslovena de futbol (15):
  - 1996-97, 1997-98, 1998-99, 1999-00, 2000-01, 2001-02, 2002-03, 2008-09, 2010-11, 2011-12, 2012-13, 2013-14, 2014-15, 2016-17, 2018-19
- Copa eslovena de futbol (9):
  - 1991-92, 1993-94, 1996-97, 1998-99, 2003-04, 2009-10, 2011-12, 2012-13, 2015-16